# Isabelle Girard
Isabelle Girard (1945) è un'ex sciatrice alpina svizzera.

## Biografia
Sciatrice polivalente con maggior propensione alle prove tecniche originaria di Le Locle,  esordì in Coppa del Mondo nella stagione inaugurale del circuito, il 1º febbraio 1967 a Monte Bondone in slalom speciale classificandosi 23ª: tale risultato sarebbe rimasto il migliore della Girard nel massimo circuito internazionale, nel quale prese per l'ultima volta il via l'11 gennaio 1968 a Grindelwald nella medesima specialità senza completare la prova. La sua ultima gara internazionale fu lo slalom speciale del Criterium de la première neige 1968 (Val-d'Isère, 14 dicembre), non valido per la Coppa del Mondo e non completato dalla Girard; non prese parte a rassegne olimpiche o iridate.

### Campionati svizzeri
- 1 medaglia:
  - 1 bronzo (slalom gigante[5] nel 1968)